# غسلة (شقراء)
غسلة، هي قرية من فئة (ب) تقع في محافظة شقراء، والتابعة لمنطقة الرياض في السعودية. وتبعد غسلة عن محافظة شقراء بمسافة تقارب () كم.